# Lijst van personen overleden in juni 2017
Dit is een lijst van bekende personen die zijn overleden in juni 2017.

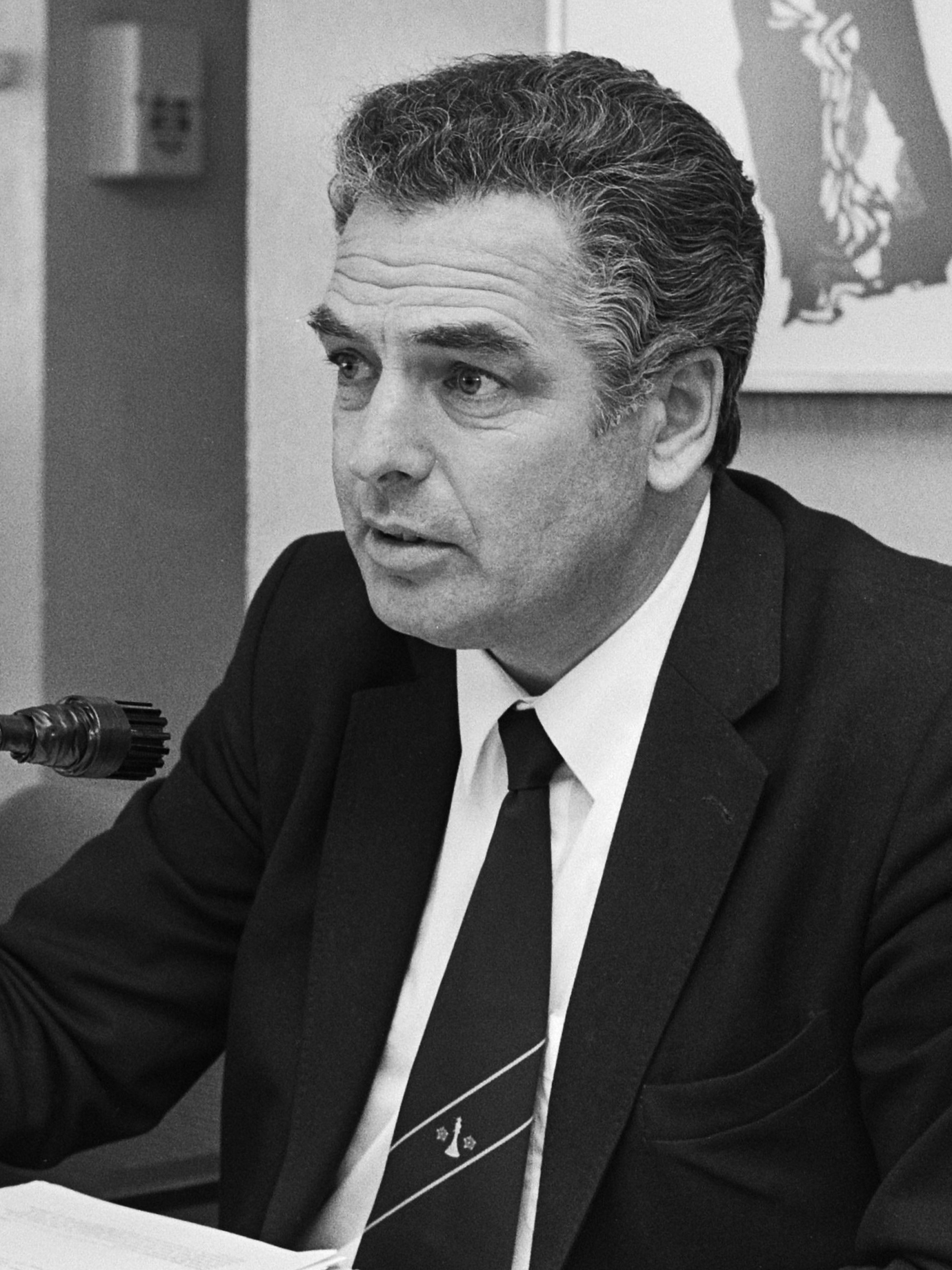
Hans Pont
1 juni

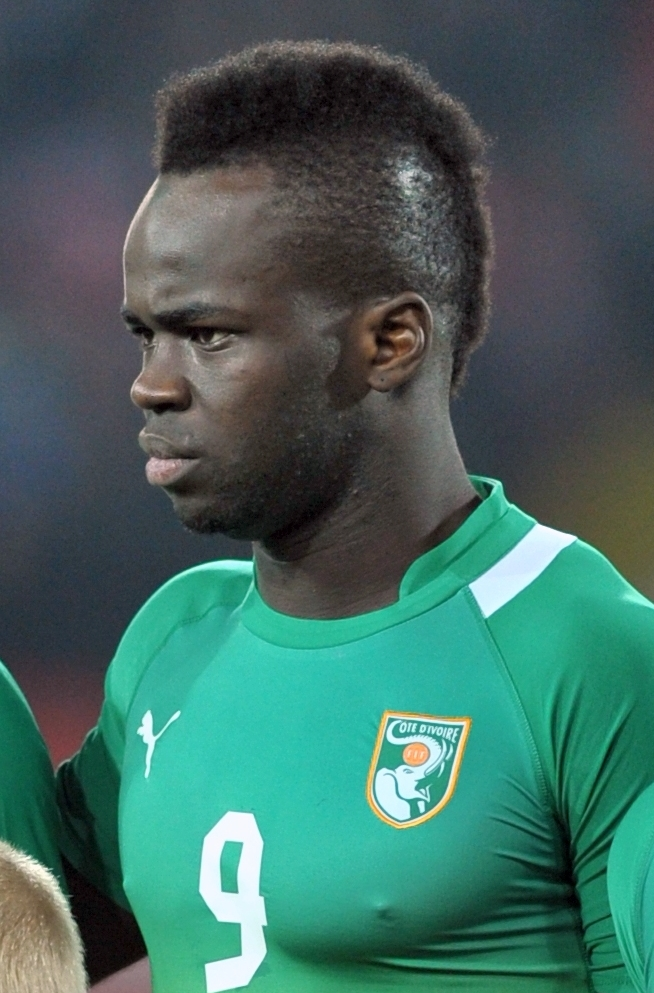
Cheick Tioté
5 juni

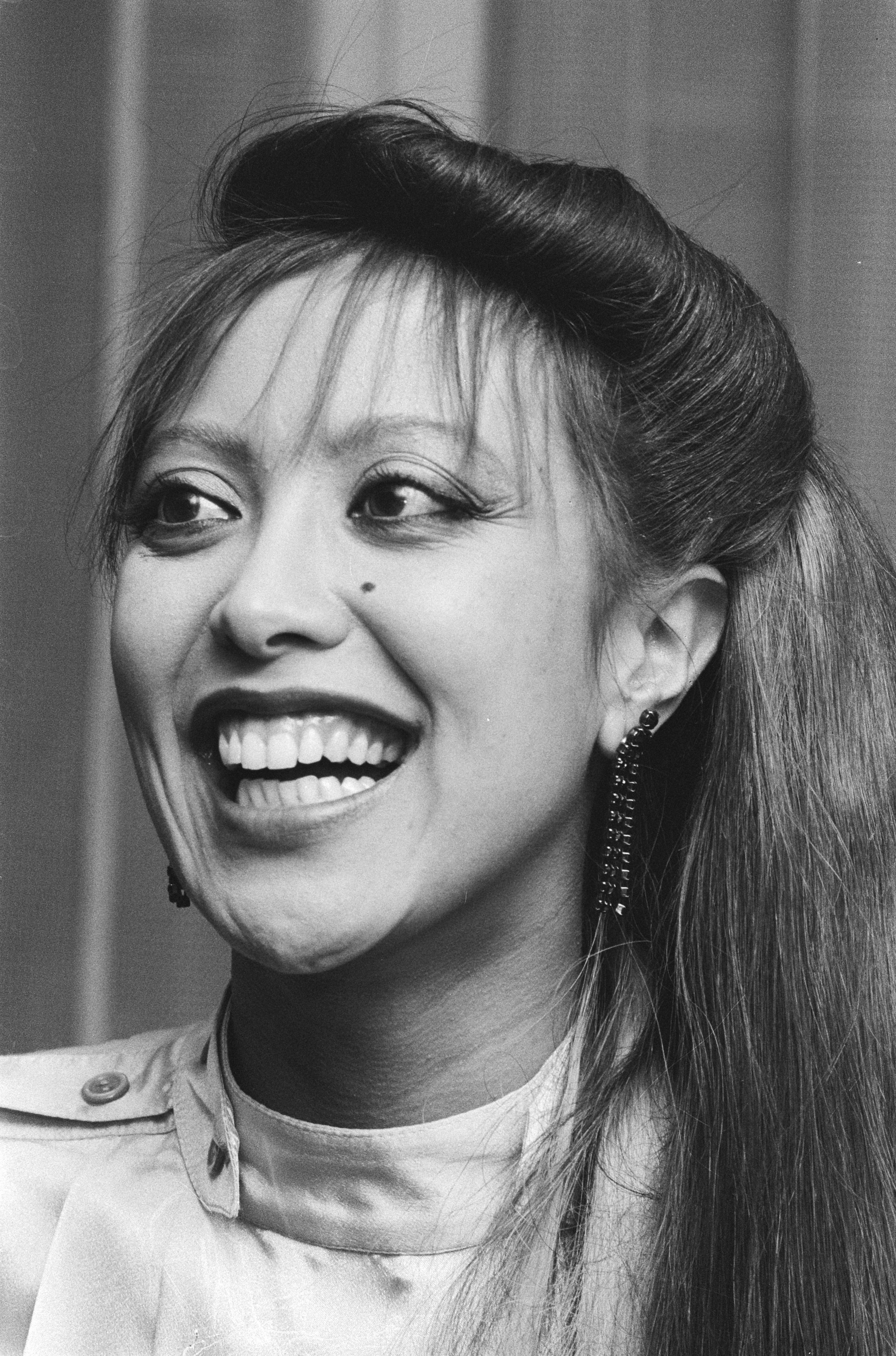
Sandra Reemer
6 juni

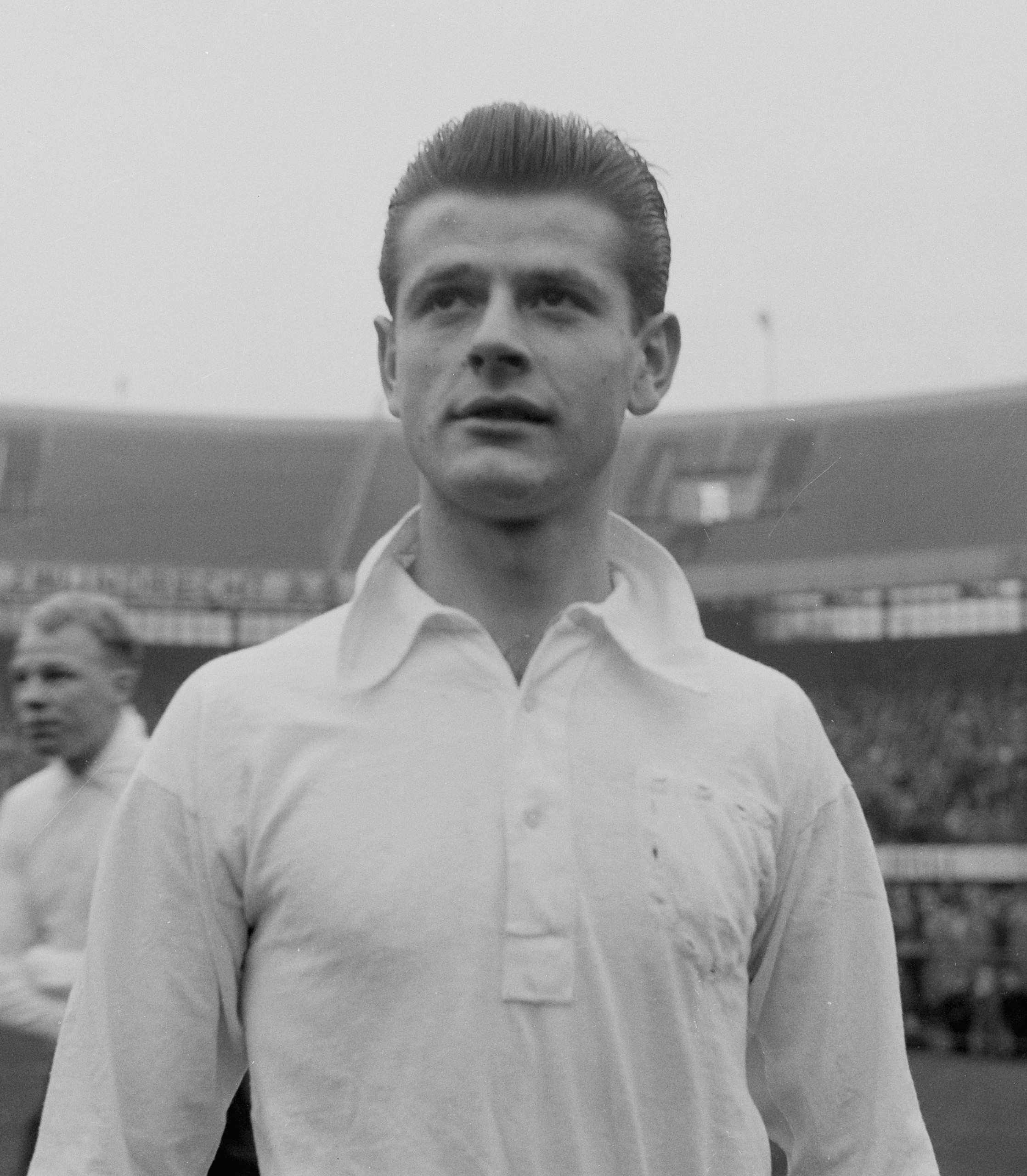
Jan Notermans
8 juni

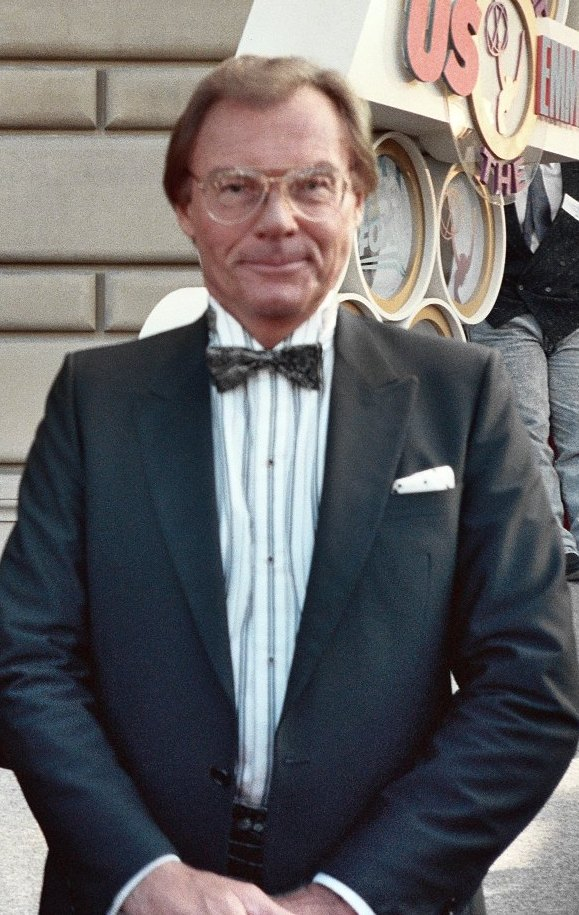
Adam West
9 juni

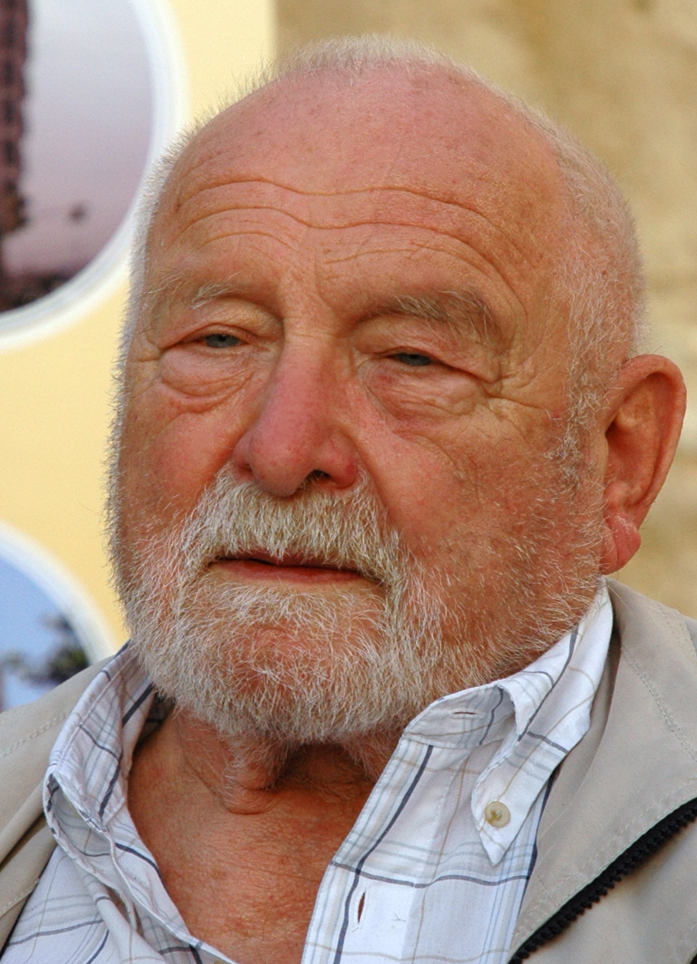
Olbram Zoubek
15 juni

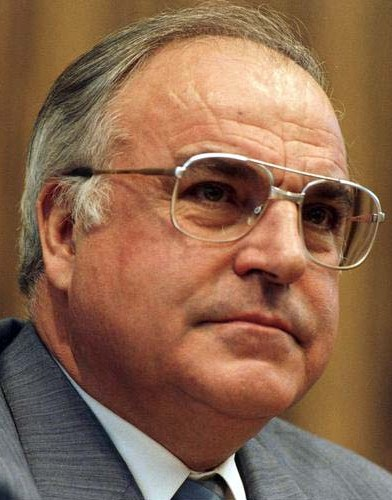
Helmut Kohl
16 juni

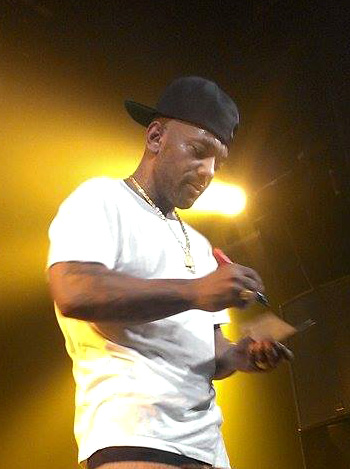
Prodigy
20 juni

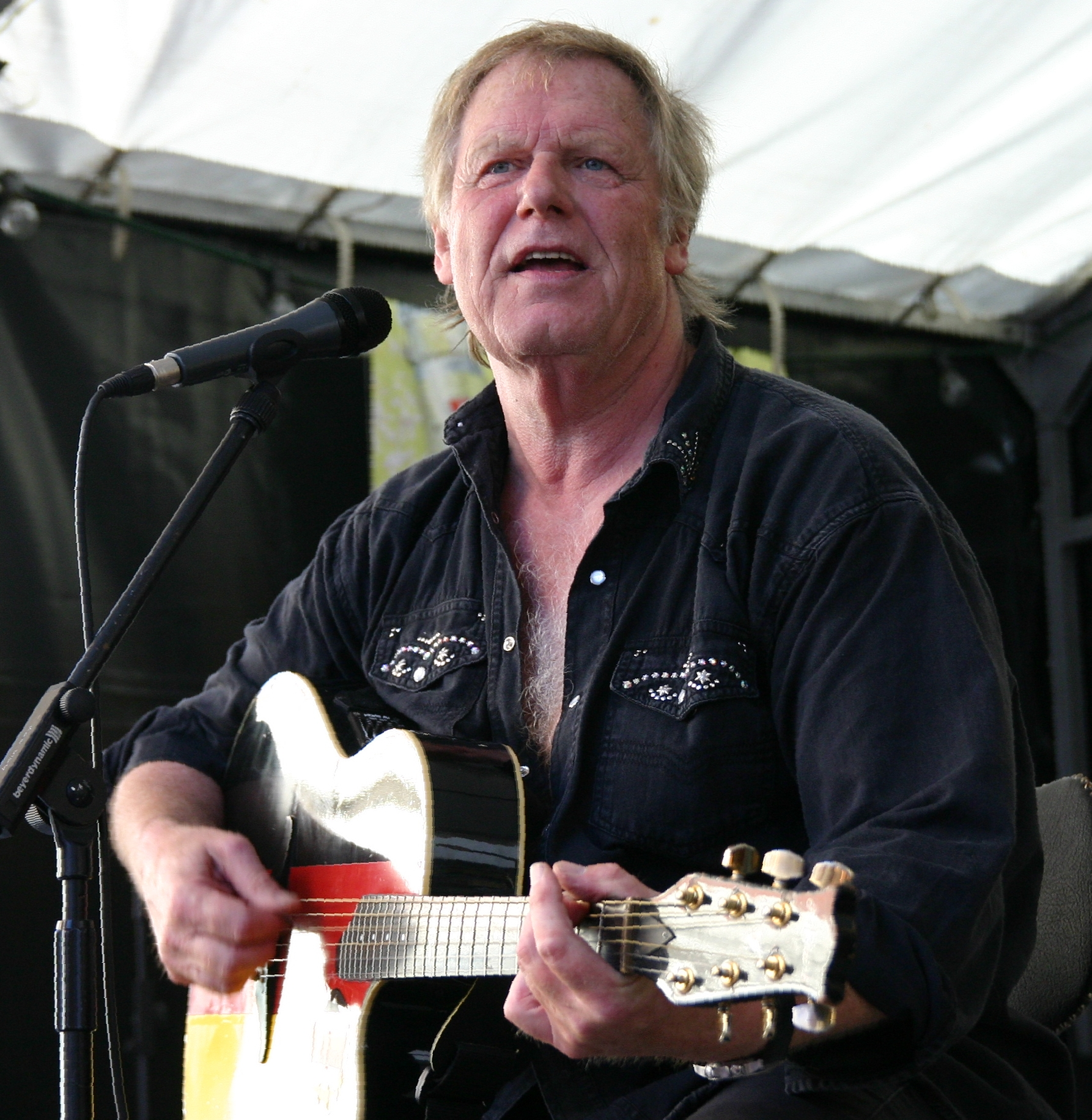
Gunter Gabriel
22 juni

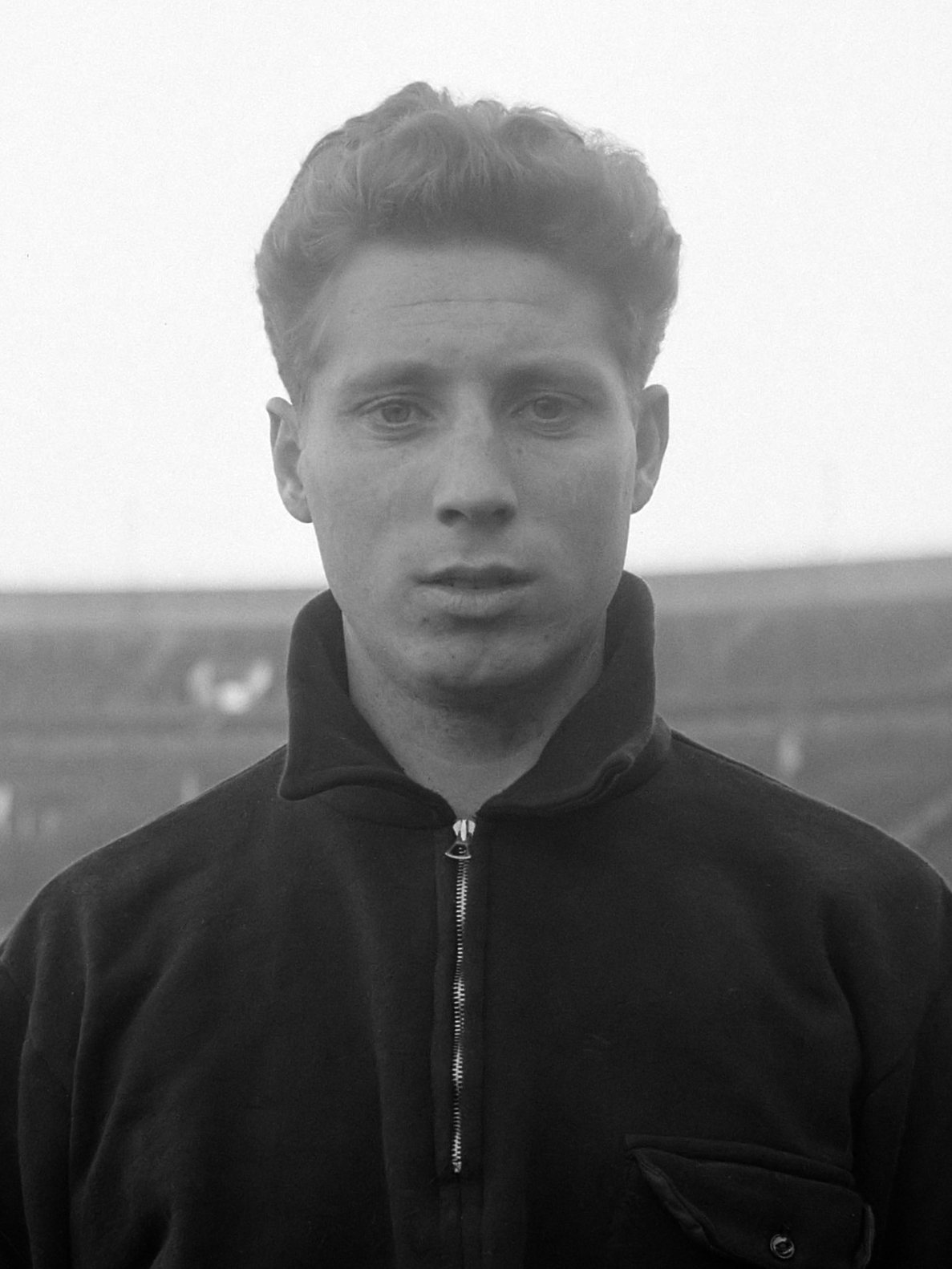
Tonny van der Linden
23 juni

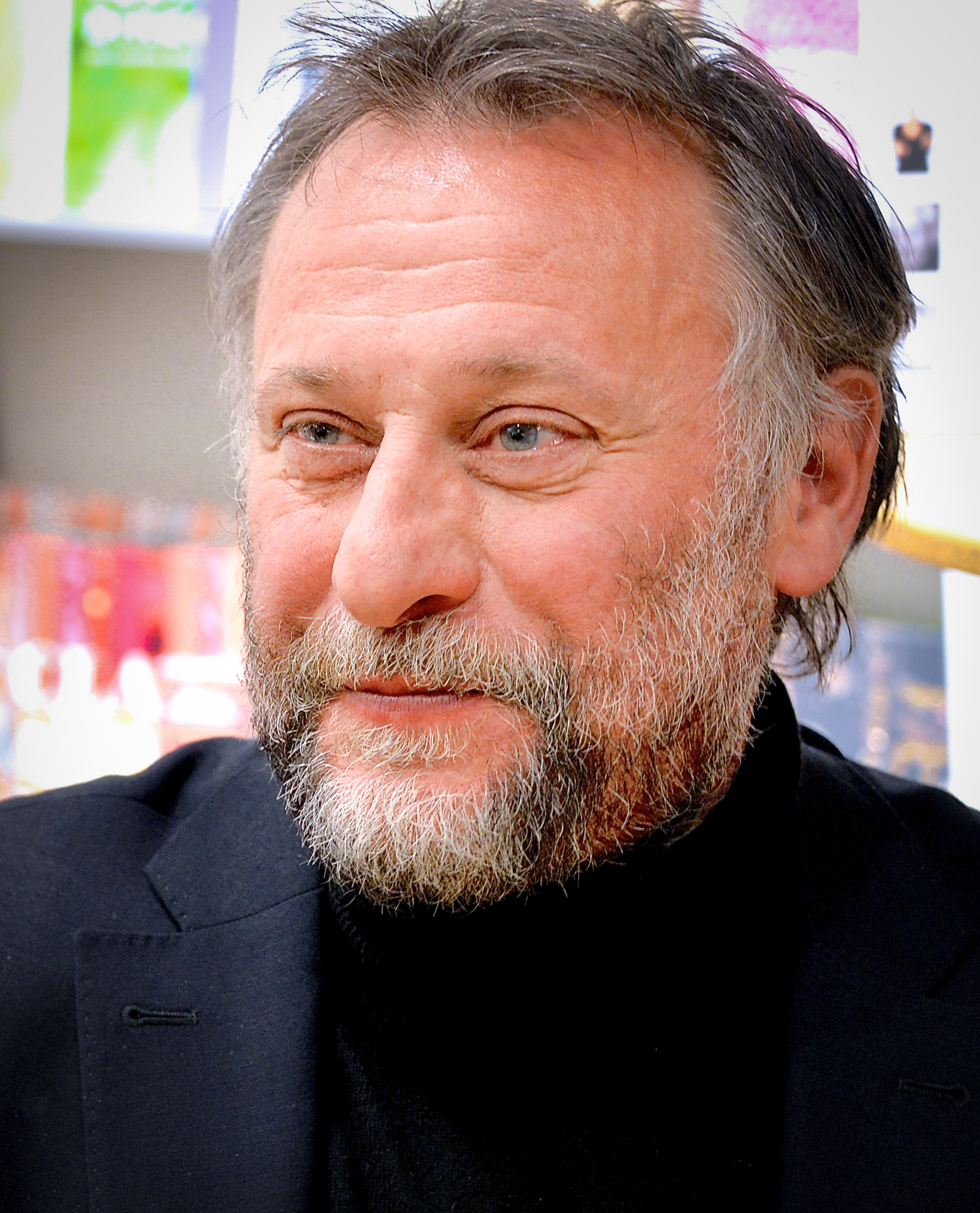
Mikael Nyqvist
27 juni

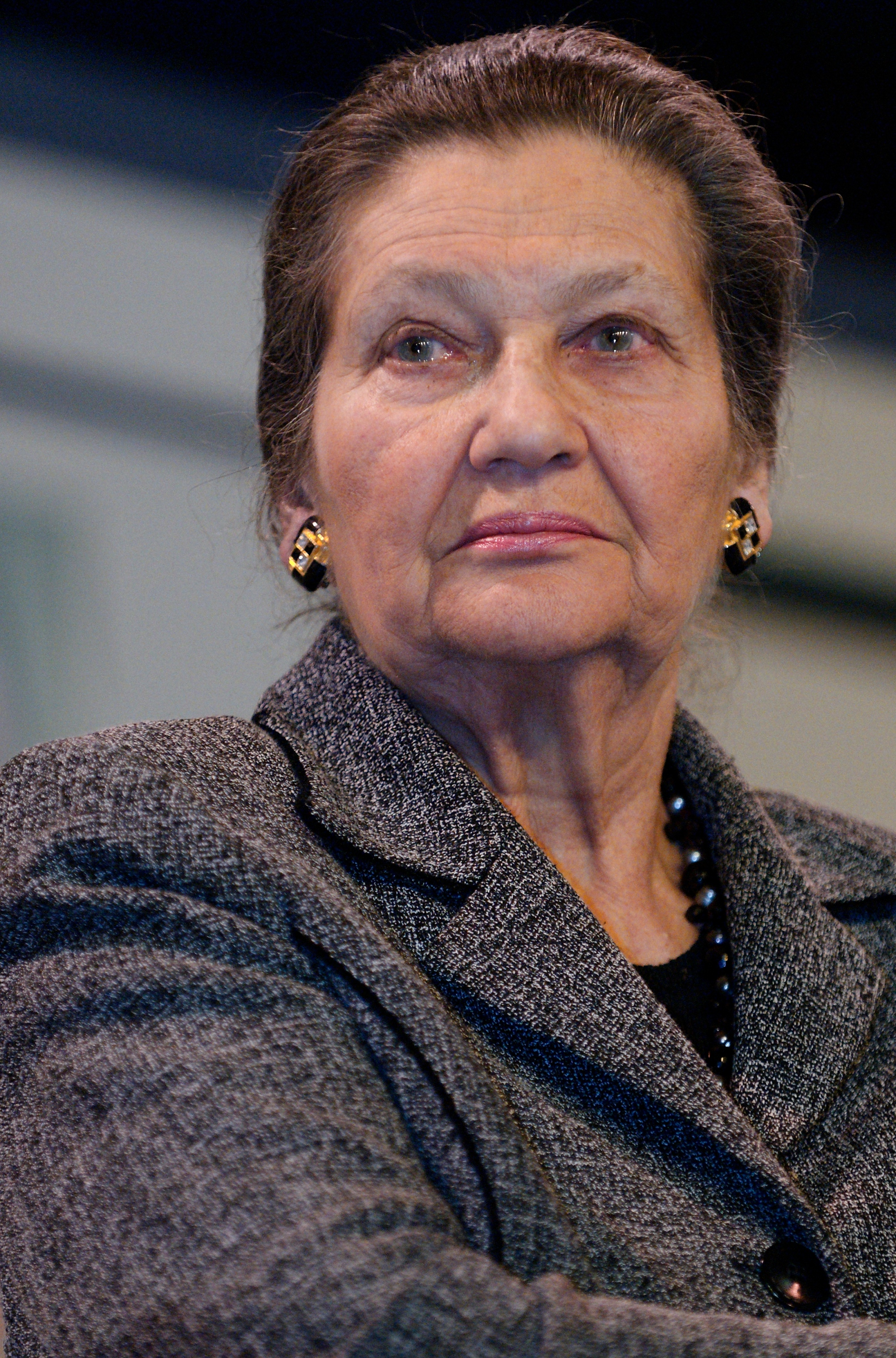
Simone Veil
30 juni

| 1 | 2 | 3 | 4 | 5 | 6 | 7 | 8 | 9 | 10 | 11 | 12 | 13 | 14 | 15 | 16 | 17 | 18 | 19 | 20 | 21 | 22 | 23 | 24 | 25 | 26 | 27 | 28 | 29 | 30 |
| - | - | - | - | - | - | - | - | - | -- | -- | -- | -- | -- | -- | -- | -- | -- | -- | -- | -- | -- | -- | -- | -- | -- | -- | -- | -- | -- |

### 1 juni
- Roy Barraclough (81), Brits acteur[1]
- Tankred Dorst (91), Duits toneelschrijver[2]
- José Greci (76), Italiaans actrice[3]
- Alois Mock (82), Oostenrijks politicus[4]
- Hans Pont (78), Nederlands vakbondsbestuurder[5]
- Sonja Sutter (86), Duits actrice[6]
- Roberto De Vicenzo (94), Argentijns golfer[7]

### 2 juni
- Leon Lemmens (63), Belgisch hulpbisschop[8]
- Jack O'Neill (94), Amerikaans ondernemer[9]
- Peter Sallis (96), Brits acteur[10]
- Jeffrey Tate (74), Brits dirigent[11]
- Tom Tjaarda (82), Amerikaans-Nederlands auto-ontwerper[12]

### 3 juni
- Bidi van Drongelen (47), Nederlands muzikant en manager[13]
- Humphrey Hildenberg (71), Surinaams politicus[14]
- Niels Helveg Petersen (78), Deens politicus[15]
- Walter Mets (58), Belgisch drummer[16]
- Vincent Tshabalala (75), Zuid-Afrikaans golfer[17]
- Henk van de Water (79), Nederlands voetbalbestuurder[18]

### 4 juni
- Juan Goytisolo (86), Spaans schrijver[19]
- Bennie Hofs (70), Nederlands voetballer[20]

### 5 juni
- Helen Dunmore (64), Brits schrijfster[21]
- Anna Jókai (84), Hongaars dichteres[22]
- Giuliano Sarti (83), Italiaans voetballer[23]
- Cheick Tioté (30), Ivoriaans voetballer[24]
- Jack Trout (82), Amerikaans ondernemer[25]

### 6 juni
- Vin Garbutt (69), Iers-Brits folkzanger en songwriter[26]
- François Houtart (92), Belgisch priester en godsdienstsocioloog[27]
- Adnan Khashoggi (81), Saoedi-Arabisch ondernemer[28]
- Sandra Reemer (66), Nederlands zangeres en presentatrice[29]

### 7 juni
- Jochem van den Hoek (28), Nederlands motorcoureur[30]

### 8 juni
- Glenne Headly (62), Amerikaans actrice[31]
- René Monse (48), Duits bokser[32]
- Jan Notermans (84), Nederlands voetballer[33]
- Sam Panopoulos (82), Grieks-Canadees restauranthouder[34]
- Tito Puentes (88), Cubaans trompettist[35]

### 9 juni
- Richard Heß (80), Duits beeldhouwer[36]
- Andimba Toivo ya Toivo (92), Namibisch politicus en mensenrechtenactivist[37]
- Adam West (88), Amerikaans acteur[38]

### 10 juni
- Julia Perez (36), Indonesisch actrice[39]

### 11 juni
- Errol Christie (53), Brits bokser[40]
- Nigel Grainge (70), Brits platenproducer[41]
- Roselie Sorrels (83) Amerikaans singer-songwriter[42]

### 12 juni
- Marike Bok (74), Nederlands kunstschilder en tekenaar[43]
- Frans Ronnes (68), Nederlands burgemeester[44]
- Karl-Heinz Weigang (81), Duits voetbalcoach[45]
- Anselm Hoste (86), Belgisch abt[46]

### 13 juni
- A.R Gurney (86), Amerikaans toneel- en romanschrijver[47]
- Patricia Mountbatten (93), lid Britse adel[48]
- Ootje Oxenaar (87), Nederlands graficus[49]
- Anita Pallenberg (73), Italiaans-Amerikaans model, actrice en modeontwerpster[50]
- Pierre Papillaud (81), Frans zakenman[51]
- Ulf Stark (72), Zweeds kinderboekenschrijver[52]
- Dolf Toussaint (92), Nederlands fotograaf[53]

### 14 juni
- Jacques Foix (86), Frans voetballer[54]
- Robert Gonsalves (57), Canadees kunstschilder[55]
- Ernestina Herrera de Noble (92), Argentijns uitgeefster[56]
- Hein Verbruggen (75), Nederlands sportbestuurder[57]

### 15 juni
- Jan Kikkert (86), Nederlands historicus[58]
- Harry Prime (97), Amerikaans bigband-zanger[59]
- Olbram Zoubek (91), Tsjechisch beeldhouwer[60]

### 16 juni
- John G. Avildsen (81), Amerikaans filmregisseur[61]
- Régis Boyer (84), Frans geschiedkundige[62]
- Christian Cabrol (91), Frans chirurg en politicus[63]
- Stephen Furst (63), Amerikaans acteur en filmmaker[64]
- Edzai Kasinauyo (42), Zimbabwaans voetballer[65]
- Helmut Kohl (87), Duits bondskanselier[66]
- Maurice Mességué (95), Frans fytotherapeut en schrijver[67]
- Ren Rong (99), Chinees militair leider en politicus[68]
- Jan Valkestijn (88), Nederlands priester en componist[69]

### 17 juni
- Iván Fandiño (36), Spaans matador[70]
- Henk van Rossum (97), Nederlands politicus[71]

### 18 juni
- Tim Hague (34), Canadees vechtsporter[72]

### 19 juni
- Ivan Dias (81), Indiaas kardinaal[73]
- Carla Fendi (79), Italiaans zakenvrouw[74]
- Hedwig Leenaert (85), Belgisch atleet[75]
- Zoltan Sarosy (110), Hongaars-Canadees schaker[76]
- Annikki Tähti (87), Fins zangeres[77]
- Otto Warmbier (22), Amerikaans gevangene in Noord-Korea[78]

### 20 juni
- Auke Beckeringh van Rhijn (97), Nederlands burgemeester[79]
- Eddie Diehl (81), Amerikaans jazzgitarist[80]
- Prodigy (42), Amerikaans rapper[81]
- Ludger Rémy (68), Duits klavecimbel- en pianofortespeler en dirigent[82]

### 21 juni
- Philip Coppens (86), Nederlands-Amerikaans scheikundige[83]
- Steffi Walter-Martin (54), Duits rodelaarster[84]
- Jan Rietkerk (81), Nederlands burgemeester[85]

### 22 juni
- Gunter Gabriel (75), Duits schlager- en countryzanger[86]
- Quett Masire (91), president van Botswana[87]
- Noël Samaillie (92), Belgisch fotograaf[88]

### 23 juni
- Tonny van der Linden (84), Nederlands voetballer[89]
- Jerzy Milewski (70), Pools-Braziliaans violist[90]

### 24 juni
- Wim van Beek (87), Nederlands organist[91]
- Loren Janes (85), Amerikaans stuntman[92]
- Nils Nilsson (81), Zweeds ijshockeyspeler[93]
- Véronique Robert (54), Frans journaliste[94]

### 25 juni
- Elsa Daniel (78), Argentijns actrice[95]
- Jacob Noordmans (89), Nederlands journalist[96]
- Félix Mourinho (79), Portugees voetballer en voetbalcoach[97]

### 26 juni
- Nafi Dzjoesojty (92), Ossetisch schrijver en literatuurcriticus[98]
- Robert Lesko (74), Amerikaans acteur[99]
- Isaias Pimentel (84), Venezolaans tennisser[100]
- Alice Trolle-Wachtmeister (91), Zweeds gravin en hofmeesteres[101]

### 27 juni
- Geri Allen (60), Amerikaans jazzpianiste en componiste[102]
- Peter L. Berger (88), Amerikaans socioloog[103]
- Michael Bond (91), Brits schrijver[104]
- Hero Jan Hooghoudt (88), Nederlands ondernemer en distilleerder[105]
- Michael Nyqvist (56), Zweeds acteur[106]
- Stéphane Paille (52), Frans voetballer[107]

### 28 juni
- Nies Gerritsma (78), Nederlands burgemeester[108]
- Wim Vergeer (91), Nederlands politicus[109]

### 29 juni
- Zbigniew Kwaśniewski (69), Pools voetballer[110]
- Bert Swart (61), Nederlands politicus[111]

### 30 juni
- Darrall Imhoff (78), Amerikaans basketbalspeler[112]
- Pedro Morales Muñoz (94), Spaans componist, dirigent en klarinettist[113]
- Barry Norman (83), Brits filmjournalist[114]
- Simone Veil (89), Frans politica[115]

januari ·
februari ·
maart ·
april ·
mei ·
juni ·
juli ·
augustus ·
september ·
oktober ·
november ·
december
1900 ·
1901 ·
1902 ·
1903 ·
1904 ·
1905 ·
1906 ·
1907 ·
1908 ·
1909 ·
1910 ·
1911 ·
1912 ·
1913 ·
1914 ·
1915 ·
1916 ·
1917 ·
1918 ·
1919 ·
1920 ·
1921 ·
1922 ·
1923 ·
1924 ·
1925 ·
1926 ·
1927 ·
1928 ·
1929 ·
1930 ·
1931 ·
1932 ·
1933 ·
1934 ·
1935 ·
1936 ·
1937 ·
1938 ·
1939 ·
1940 ·
1941 ·
1942 ·
1943 ·
1944 ·
1945 ·
1946 ·
1947 ·
1948 ·
1949 ·
1950 ·
1951 ·
1952 ·
1953 ·
1954 ·
1955 ·
1956 ·
1957 ·
1958 ·
1959 ·
1960 ·
1961 ·
1962 ·
1963 ·
1964 ·
1965 ·
1966 ·
1967 ·
1968 ·
1969 ·
1970 ·
1971 ·
1972 ·
1973 ·
1974 ·
1975 ·
1976 ·
1977 ·
1978 ·
1979 ·
1980 ·
1981 ·
1982 ·
1983 ·
1984 ·
1985 ·
1986 ·
1987 ·
1988 ·
1989 ·
1990 ·
1991 ·
1992 ·
1993 ·
1994 ·
1995 ·
1996 ·
1997 ·
1998 ·
1999 ·
2000 ·
2001 ·
2002 ·
2003 ·
2004 ·
2005 ·
2006 ·
2007 ·
2008 ·
2009 ·
2010 ·
2011 ·
2012 ·
2013 ·
2014 ·
2015 ·
2016 ·
2017 ·
2018 ·
2019 ·
2020 ·
2021 ·
2022 ·
2023 ·
2024 ·
2025